# Tibolddaróc, Borsod-Abaúj-Zemplén
Tibolddaróc este un sat în districtul Mezőkövesd, județul Borsod-Abaúj-Zemplén, Ungaria, având o populație de 1.467 de locuitori (2011). 

## Demografie
Componența etnică a satului Tibolddaróc
     Maghiari (98,62%)
     Necunoscut (0,46%)
     Germani (0,92%)
     Alții (0,46%)
Componența confesională a satului Tibolddaróc
     Romano-catolici (63,94%)
     Reformați (13,36%)
     Fără religie (3,41%)
     Necunoscută (18,34%)
     Alte religii (1,7%)
Conform recensământului din 2011, satul Tibolddaróc avea 1.467 de locuitori. Din punct de vedere etnic, majoritatea locuitorilor (98,62%) erau maghiari. Apartenența etnică nu este cunoscută în cazul a 0,46% din locuitori.  Din punct de vedere confesional, majoritatea locuitorilor (63,94%) erau romano-catolici, existând și minorități de reformați (13,36%) și persoane fără religie (3,41%). Pentru 18,34% din locuitori nu este cunoscută apartenența confesională.